# Cosmopterix chalybaeella
Cosmopterix chalybaeella là một loài bướm đêm thuộc họ Cosmopterigidae. Nó được tìm thấy ở Texas và New Mexico.
Con trưởng thành được sưu tập vào tháng 4. Cánh trước dài 3,8 mm.